# Championnat de la CONCACAF des moins de 20 ans 2018
Navigation
Championnat CONCACAF 2017 Championnat CONCACAF 2022
Le Championnat de la CONCACAF des moins de 20 ans 2018, vingt-septième édition du Championnat d'Amérique du Nord, centrale et Caraïbe de football des moins de 20 ans, réunit trente-quatre sélections de football d'Amérique du Nord, d'Amérique centrale et des Caraïbes affiliées à la CONCACAF. La compétition se déroule à Bradenton, aux États-Unis du 1er au 21 novembre 2018.
Contrairement aux précédentes éditions, aucun tournoi qualificatif ne restreint la participation au championnat et toutes les sélections de la région sont donc éligibles à participer. Ainsi, 34 des 41 fédérations envoient leur représentant national.
La compétition sert aussi de phase qualificative pour quatre équipes pour la Coupe du monde des moins de 20 ans 2019, tenue en Pologne du 23 mai au 15 juin 2019. Les États-Unis remportent leur second titre en battant le Mexique en finale. En plus de ces deux équipes, le Panama et le Honduras sont également qualifiés pour la Coupe du monde des moins de 20 ans 2019. Par ailleurs, la meilleure sélection de chaque région géographique est qualifiée pour les Jeux panaméricains de 2019 au Pérou, à savoir la Jamaïque pour la Caraïbe, le Panama pour l'Amérique centrale et le Mexique pour l'Amérique du Nord. Le Honduras est quant à lui désigné pour participer à la compétition par la CONCACAF après la compétition.

## Équipes qualifiées
| Pays                            | Participations          | Meilleur résultat                                                                             | Dernière participation (résultat obtenu) |                         |                         |
| NAFU (Amérique du Nord)         | NAFU (Amérique du Nord) | NAFU (Amérique du Nord)                                                                       | NAFU (Amérique du Nord)                  | NAFU (Amérique du Nord) | NAFU (Amérique du Nord) |
| ------------------------------- | ----------------------- | --------------------------------------------------------------------------------------------- | ---------------------------------------- | ----------------------- | ----------------------- |
| Canada                          | +22,                    | Vainqueur (2) · 1986, 1996                                                                    | 2017 (Neuvième)                          |                         |                         |
| États-Unis                      | +24,                    | Vainqueur (1) · 2017                                                                          | 2017 (Vainqueur)                         |                         |                         |
| Mexique                         | +26,                    | Vainqueur (13) · 1962, 1970, 1973, 1974, 1976, 1978, 1980, 1984, 1990, 1992, 2011, 2013, 2015 | 2017 (Troisième)                         |                         |                         |
| UNCAF (Amérique centrale)       |                         |                                                                                               |                                          |                         |                         |
| Belize                          | +2,                     | Premier tour (1) 1994                                                                         | 1994 (Premier tour)                      |                         |                         |
| Costa Rica                      | +20,                    | Vainqueur (2) · 1988, 2009                                                                    | 2017 (Quatrième)                         |                         |                         |
| Salvador                        | +17,                    | Vainqueur (1) · 1964                                                                          | 2017 (Sixième)                           |                         |                         |
| Guatemala                       | +19,                    | Troisième (1) · 1964, 2011                                                                    | 2015 (Cinquième)                         |                         |                         |
| Honduras                        | +19,                    | Vainqueur (2) · 1982, 1994                                                                    | 2017 (Finaliste)                         |                         |                         |
| Nicaragua                       | +10,                    | Deuxième tour (1) 1976                                                                        | 2013 (Onzième)                           |                         |                         |
| Panama                          | +11,                    | Finaliste (1) · 2015                                                                          | 2017 (Cinquième)                         |                         |                         |
| CFU (Caraïbe)                   |                         |                                                                                               |                                          |                         |                         |
| Antigua-et-Barbuda              | +4,                     | Premier tour (3) 1980, 1986, 2017                                                             | 2017 (Premier tour)                      |                         |                         |
| Aruba                           | +2,                     | Premier tour (1) 2015                                                                         | 2015 (Premier tour)                      |                         |                         |
| Barbade                         | +6,                     | Premier tour (5) 1976, 1980, 1984, 1986, 1990                                                 | 1990 (Premier tour)                      |                         |                         |
| Bermudes                        | +13,                    | Second tour (2) 1974, 1980                                                                    | 2017 (Premier tour)                      |                         |                         |
| Îles Caïmans                    | +1,                     | Première participation                                                                        | Première participation                   |                         |                         |
| Cuba                            | +13,                    | Finaliste (2) · 1970, 1974                                                                    | 2015 (Huitième)                          |                         |                         |
| Curaçao                         | +13,                    | Troisième (1) · 1962                                                                          | 2013 (Dixième)                           |                         |                         |
| Dominique                       | +1,                     | Première participation                                                                        | Première participation                   |                         |                         |
| République dominicaine          | +5,                     | Deuxième tour (1) 1976                                                                        | 1980 (Premier tour)                      |                         |                         |
| Grenade                         | +4,                     | Deuxième tour (1) 1976                                                                        | 1980 (Premier tour)                      |                         |                         |
| Guadeloupe                      | +3,                     | Premier tour (1) 1992, 2011                                                                   | 2011 (Onzième)                           |                         |                         |
| Guyana                          | +3,                     | Deuxième tour (1) 1984                                                                        | 1994 (Premier tour)                      |                         |                         |
| Haïti                           | +9,                     | Cinquième (2) 2003, 2007                                                                      | 2017 (Huitième)                          |                         |                         |
| Jamaïque                        | +20,                    | Troisième (1) · 1970                                                                          | 2015 (Onzième)                           |                         |                         |
| Martinique                      | +3,                     | Premier tour (2) 1994, 1996                                                                   | 1996 (Premier tour)                      |                         |                         |
| Porto Rico                      | +8,                     | Premier tour (6) 1976, 1978, 1980, 1982, 1984, 2013                                           | 2013 (Premier tour)                      |                         |                         |
| Saint-Christophe-et-Niévès      | +3,                     | Septième (1) 2007                                                                             | 2011 (Onzième)                           |                         |                         |
| Sainte-Lucie                    | +1,                     | Première participation                                                                        | Première participation                   |                         |                         |
| Saint-Martin                    | +1,                     | Première participation                                                                        | Première participation                   |                         |                         |
| Saint-Vincent-et-les-Grenadines | +1,                     | Première participation                                                                        | Première participation                   |                         |                         |
| Sint Maarten                    | +1,                     | Première participation                                                                        | Première participation                   |                         |                         |
| Suriname                        | +6,                     | Premier tour (5) 1976, 1980, 1986, 1990, 2011                                                 | 2011 (Douzième)                          |                         |                         |
| Trinité-et-Tobago               | +20,                    | Deuxième (1) · 1990                                                                           | 2017 (Septième)                          |                         |                         |
| Îles Vierges des États-Unis     | +1,                     | Première participation                                                                        | Première participation                   |                         |                         |

Équipes ayant décliné la participation au championnat
| - Anguilla - Bahamas | - Bonaire - Îles Vierges britanniques | - Guyane - Montserrat | - Îles Turques-et-Caïques |

## Lieu d'accueil
En annonçant le nouveau format de la compétition, la CONCACAF dévoile que Bradenton, en Floride, aux États-Unis accueillera les rencontres du championnat sur quatre de ses terrains à l'IMG Academy.
| Bradenton, Floride |
| IMG Academy |
| Capacité : 5 000 |
| [[Fichier:Usa edcp (+HI +AK) location map.svg\|300px\|{{#if:\|{{{alt}}}\|Championnat de la CONCACAF des moins de 20 ans 2018 est dans la page États-Unis.]]Bradenton Championnat de la CONCACAF des moins de 20 ans 2018 (États-Unis) |

### Problèmes de visa
Pour ce championnat, de nombreux participants n'ont jamais pu se rendre aux États-Unis en raison de difficultés à obtenir le visa nécessaire. Ainsi, Octavio Rodríguez, entraîneur adjoint de l'équipe guatémaltèque et quatre joueurs de cette même sélection (Carlos Orellana, Carlos Monterroso, Nelso Iván García et Luis Francisco Estrada) se sont vus refuser leur demande de visa afin de participer à la compétition. De plus, sept joueurs honduriens n'obtiennent également pas leur visa.

### Défections cubaines
Comme souvent lorsque des compétitions internationales se déroulent aux États-Unis, des joueurs cubains font défection et quittent le groupe de la sélection nationale pour trouver un meilleur avenir aux États-Unis. Bien que la politique pieds secs, pieds mouillés soit abolie par l'administration Obama depuis janvier 2017, douze joueurs tentent leur chance en délaissant leur équipe en Floride, État avec une forte communauté cubaine, après leur élimination dans la compétition, il s'agit de Arturo Hector Godoy, Bruno Manuel Rendon Cardoso, Christopher Yoel Llorente Fernandez, Danny Echeverria Diaz, Frank Leidam Nodarse Chavez, Geobel Perez Oquendo, Josue Vega Alvarez, Juan Manuel Andreus Milanes, Omar Perez Ramirez Omar Proenza Calderon, Rivaldo Ibarra Thompson, Rolando Aldahir Oviendo Valdez et Yandri Romero Clark.

## Format de la compétition
Encore une fois, le format de la compétition évolue. Avec la suppression des tournois qualificatifs régionaux, toutes les sélections de la région sont éligibles à participer et 34 sur 41 acceptent l'invitation. Quatre groupes de six équipes et deux de cinq équipes sont formées. Le premier de chaque groupe accède à la phase de qualification à la Coupe du monde tout en jouant pour une place en finale. Dans cette seconde étape, les deux meilleures équipes de chaque groupe sont qualifiées pour l'épreuve reine qui a lieu l'année suivante en Pologne tandis que les deux vainqueurs de groupe se retrouvent en finale pour couronner un champion régional.

## Tirage au sort
Le tirage au sort a lieu le 13 septembre 2018 au siège de la CONCACAF à Miami aux États-Unis,.
Les six équipes les mieux classées au classement de la CONCACAF des moins de 20 ans sont placés dans le premier chapeau et se retrouvent donc dans des groupes distincts. Les autres équipes sont réparties dans les autres chapeaux de manière aléatoire.
Répartition des équipes avant le tirage au sort
| Équipe               |
| -------------------- |
| États-Unis T PO (A1) |
| Mexique (B1)         |
| Honduras (C1)        |
| Panama (D1)          |
| Costa Rica (E1)      |
| Salvador (F1)        |

Légende :

PO : Pays organisateur
T : Tenant du titre

| Équipe            |
| ----------------- |
| Cuba              |
| Guatemala         |
| Trinité-et-Tobago |
| Haïti             |
| Canada            |
| Jamaïque          |

| Équipe                     |
| -------------------------- |
| Antigua-et-Barbuda         |
| Bermudes                   |
| Saint-Christophe-et-Niévès |
| Curaçao                    |
| Aruba                      |
| Suriname                   |

| Équipe                 |
| ---------------------- |
| Nicaragua              |
| République dominicaine |
| Porto Rico             |
| Guadeloupe             |
| Sainte-Lucie           |
| Guyana                 |

| Équipe                          |
| ------------------------------- |
| Saint-Vincent-et-les-Grenadines |
| Grenade                         |
| Îles Caïmans                    |
| Barbade                         |
| Belize                          |
| Dominique                       |

| Équipe                      |
| --------------------------- |
| Îles Vierges des États-Unis |
| Martinique                  |
| Sint Maarten                |
| Saint-Martin                |

## Compétition

### Phase de groupes
Le vainqueur de chaque groupe se qualifie pour la phase de qualification.

#### Groupe A
|   | Équipe                          | Pts | J | G | N | P | Bp | Bc | Diff |
| - | ------------------------------- | --- | - | - | - | - | -- | -- | ---- |
| 1 | États-Unis                      | 15  | 5 | 5 | 0 | 0 | 39 | 2  | +37  |
| 2 | Suriname                        | 9   | 5 | 3 | 0 | 2 | 18 | 12 | +6   |
| 3 | Porto Rico                      | 9   | 5 | 3 | 0 | 2 | 16 | 15 | +1   |
| 4 | Trinité-et-Tobago               | 9   | 5 | 3 | 0 | 2 | 12 | 11 | +1   |
| 5 | Saint-Vincent-et-les-Grenadines | 3   | 5 | 1 | 0 | 4 | 8  | 15 | -7   |
| 6 | Îles Vierges des États-Unis     | 0   | 5 | 0 | 0 | 5 | 2  | 40 | -38  |

| Journée 1         | Trinité-et-Tobago                          | 3 - 2   | Saint-Vincent-et-les-Grenadines | IMG Academy, Bradenton       |                              |
| 1er novembre 2018 | Prowell 39e · Ramdeen 90+2e · Garcia 90+5e | (1 - 2) | 15e 19e Francis                 | Arbitrage : Daneon Parchment | Arbitrage : Daneon Parchment |
| 1er novembre 2018 | Rapport                                    |         |                                 | Arbitrage : Daneon Parchment | Arbitrage : Daneon Parchment |

| Journée 1         | Suriname | 13 - 2  | Îles Vierges des États-Unis       | IMG Academy, Bradenton       |                              |
| 1er novembre 2018 | Doorson 3e 51e · Elshot 19e 34e 36e · Vlijter 22e 63e · Verwey 47e 52e 74e · Vola 50e · Rigters 70e · Hoepel 86e | (5 - 0) | 55e Joseph · 81e (pen.) McGuiness | Arbitrage : Melvin Matamoros | Arbitrage : Melvin Matamoros |
| 1er novembre 2018 | Rapport |         |                                   | Arbitrage : Melvin Matamoros | Arbitrage : Melvin Matamoros |

| Journée 1         | États-Unis                                                                                       | 7 - 1   | Porto Rico | IMG Academy, Bradenton      |                             |
| 1er novembre 2018 | Cardona 5e (csc) · Méndez 11e · Pomykal 28e · Akinola 49e 69e · Rennicks 57e (pen.) · Llanez 86e | (3 - 1) |            | Arbitrage : Hector Martínez | Arbitrage : Hector Martínez |
| 1er novembre 2018 | Rapport                                                                                          |         |            | Arbitrage : Hector Martínez | Arbitrage : Hector Martínez |

| Journée 2       | Porto Rico | 1 - 5   | Trinité-et-Tobago                                      | IMG Academy, Bradenton               |                                      |
| 3 novembre 2018 | Díaz 53e   | (0 - 2) | 25e Rochford · 40e 57e Lee · 80e Sween · 90+4e Francis | Arbitrage : Adonai Escobedo Gonzalez | Arbitrage : Adonai Escobedo Gonzalez |
| 3 novembre 2018 | Rapport    |         |                                                        | Arbitrage : Adonai Escobedo Gonzalez | Arbitrage : Adonai Escobedo Gonzalez |

| Journée 2       | Saint-Vincent-et-les-Grenadines | 1 - 2   | Suriname                          | IMG Academy, Bradenton            |                                   |
| 3 novembre 2018 | Da Souza 22e                    | (1 - 2) | 29e Gleofilo Vlijter · 31e Verwey | Arbitrage : Benjamín Pineda Avila | Arbitrage : Benjamín Pineda Avila |
| 3 novembre 2018 | Rapport                         |         |                                   | Arbitrage : Benjamín Pineda Avila | Arbitrage : Benjamín Pineda Avila |

| Journée 2       | Îles Vierges des États-Unis | 0 - 13  | États-Unis | IMG Academy, Bradenton     |                            |
| 3 novembre 2018 |                             | (0 - 6) | 4e Dorsey · 20e Akinola · 23e 30e 40e Llanez · 42e Fontana · 62e 66e Rennicks · 63e 82e McKenzie · 68e Pomykal · 80e (pen.) Méndez · 90+2e Pérez | Arbitrage : Keylor Herrera | Arbitrage : Keylor Herrera |
| 3 novembre 2018 | Rapport                     |         | | Arbitrage : Keylor Herrera | Arbitrage : Keylor Herrera |

| Journée 3       | Saint-Vincent-et-les-Grenadines         | 3 - 0   | Îles Vierges des États-Unis | IMG Academy, Bradenton  |                         |
| 5 novembre 2018 | Da Souza 22e · Fraser 67e · Francis 84e | (1 - 0) |                             | Arbitrage : Damien Rosa | Arbitrage : Damien Rosa |
| 5 novembre 2018 | Rapport                                 |         |                             | Arbitrage : Damien Rosa | Arbitrage : Damien Rosa |

| Journée 3       | Suriname    | 1 - 2 | Porto Rico         | IMG Academy, Bradenton         |                                |
| 5 novembre 2018 | Godlieb 25e |       | 74e 90+3e Servania | Arbitrage : Trevester Richards | Arbitrage : Trevester Richards |
| 5 novembre 2018 | Rapport     |       |                    | Arbitrage : Trevester Richards | Arbitrage : Trevester Richards |

| Journée 3       | États-Unis                                                                          | 6 - 1   | Trinité-et-Tobago | IMG Academy, Bradenton          |                                 |
| 5 novembre 2018 | Servania 6e · Homer 8e (csc) · Pomykal 45e · Méndez 52e · Llanez 56e · Torres 90+3e | (3 - 0) | 54e Lee           | Arbitrage : Juan Calderón Pérez | Arbitrage : Juan Calderón Pérez |
| 5 novembre 2018 | Rapport                                                                             |         |                   | Arbitrage : Juan Calderón Pérez | Arbitrage : Juan Calderón Pérez |

| Journée 4       | Porto Rico                                                                      | 8 - 0   | Îles Vierges des États-Unis | IMG Academy, Bradenton            |                                   |
| 7 novembre 2018 | Hernández 26e 56e · Rabell 46e 85e · Servania 51e 71e 88e (pen.) · Montañez 82e | (1 - 0) |                             | Arbitrage : Benjamín Pineda Avila | Arbitrage : Benjamín Pineda Avila |
| 7 novembre 2018 | Rapport                                                                         |         |                             | Arbitrage : Benjamín Pineda Avila | Arbitrage : Benjamín Pineda Avila |

| Journée 4       | Trinité-et-Tobago | 0 - 2   | Suriname               | IMG Academy, Bradenton              |                                     |
| 7 novembre 2018 |                   | (0 - 1) | 29e Cairo · 70e Elshot | Arbitrage : Bryan López Castellanos | Arbitrage : Bryan López Castellanos |
| 7 novembre 2018 | Rapport           |         |                        | Arbitrage : Bryan López Castellanos | Arbitrage : Bryan López Castellanos |

| Journée 4       | Saint-Vincent-et-les-Grenadines | 0 - 6   | États-Unis                                                   | IMG Academy, Bradenton          |                                 |
| 7 novembre 2018 |                                 | (0 - 0) | 46e Torres · 59e Llanez · 66e 81e 86e Fontana · 90e Servania | Arbitrage : Pierre-Luc Lauzière | Arbitrage : Pierre-Luc Lauzière |
| 7 novembre 2018 | Rapport                         |         |                                                              | Arbitrage : Pierre-Luc Lauzière | Arbitrage : Pierre-Luc Lauzière |

| Journée 5       | Porto Rico                                  | 4 - 2   | Saint-Vincent-et-les-Grenadines | IMG Academy, Bradenton      |                             |
| 9 novembre 2018 | Servania 4e 68e · Rabell 16e · Montañez 76e | (2 - 2) | 19e Fraser · 37e Da Souza       | Arbitrage : Neressa Goldson | Arbitrage : Neressa Goldson |
| 9 novembre 2018 | Rapport                                     |         |                                 | Arbitrage : Neressa Goldson | Arbitrage : Neressa Goldson |

| Journée 5       | Îles Vierges des États-Unis | 0 - 3   | Trinité-et-Tobago             | IMG Academy, Bradenton   |                          |
| 9 novembre 2018 |                             | (0 - 1) | 1re Orr · 77e Lee · 90e Benny | Arbitrage : Kimbell Ward | Arbitrage : Kimbell Ward |
| 9 novembre 2018 | Rapport                     |         |                               | Arbitrage : Kimbell Ward | Arbitrage : Kimbell Ward |

| Journée 5       | États-Unis                                                                          | 7 - 0   | Suriname | IMG Academy, Bradenton              |                                     |
| 9 novembre 2018 | Méndez 7e 83e (pen.) · McKenzie 26e · Akinola 43e 45+1e · Torres 60e · Rennicks 79e | (4 - 0) |          | Arbitrage : Ismael Cornejo Meléndez | Arbitrage : Ismael Cornejo Meléndez |
| 9 novembre 2018 | Rapport                                                                             |         |          | Arbitrage : Ismael Cornejo Meléndez | Arbitrage : Ismael Cornejo Meléndez |

#### Groupe B
|   | Équipe       | Pts | J | G | N | P | Bp | Bc | Diff |
| - | ------------ | --- | - | - | - | - | -- | -- | ---- |
| 1 | Mexique      | 13  | 5 | 4 | 1 | 0 | 31 | 2  | +29  |
| 2 | Jamaïque     | 13  | 5 | 4 | 1 | 0 | 24 | 3  | +21  |
| 3 | Grenade      | 6   | 5 | 2 | 0 | 3 | 7  | 14 | -7   |
| 4 | Nicaragua    | 6   | 5 | 2 | 0 | 3 | 4  | 13 | -9   |
| 5 | Aruba        | 4   | 5 | 1 | 1 | 3 | 6  | 20 | -14  |
| 6 | Saint-Martin | 1   | 5 | 0 | 1 | 4 | 3  | 23 | -20  |

| Journée 1       | Mexique                                                                            | 7 - 0   | Nicaragua | IMG Academy, Bradenton     |                            |
| 2 novembre 2018 | Macías 2e 51e · López 32e 44e · C. Gutiérrez 70e · Lozano 85e (pen.) · Álvarez 86e | (3 - 0) |           | Arbitrage : Henry Bejarano | Arbitrage : Henry Bejarano |
| 2 novembre 2018 | Rapport                                                                            |         |           | Arbitrage : Henry Bejarano | Arbitrage : Henry Bejarano |

| Journée 1       | Jamaïque  | 1 - 0   | Grenade | IMG Academy, Bradenton         |                                |
| 2 novembre 2018 | Topey 87e | (0 - 0) |         | Arbitrage : Trevester Richards | Arbitrage : Trevester Richards |
| 2 novembre 2018 | Rapport   |         |         | Arbitrage : Trevester Richards | Arbitrage : Trevester Richards |

| Journée 1       | Aruba     | 1 - 1   | Saint-Martin  | IMG Academy, Bradenton          |                                 |
| 2 novembre 2018 | Croes 81e | (0 - 1) | 26e Arrondell | Arbitrage : José Kellys Marquez | Arbitrage : José Kellys Marquez |
| 2 novembre 2018 | Rapport   |         |               | Arbitrage : José Kellys Marquez | Arbitrage : José Kellys Marquez |

| Journée 2       | Grenade | 0 - 3   | Aruba                                     | IMG Academy, Bradenton                |                                       |
| 4 novembre 2018 |         | (0 - 3) | 1re Maduro · 6e Croes · 45e (csc) Phillip | Arbitrage : Fernando Morón Valdelamar | Arbitrage : Fernando Morón Valdelamar |
| 4 novembre 2018 | Rapport |         |                                           | Arbitrage : Fernando Morón Valdelamar | Arbitrage : Fernando Morón Valdelamar |

| Journée 2       | Nicaragua | 0 - 3   | Jamaïque                                  | IMG Academy, Bradenton |                        |
| 4 novembre 2018 |           | (0 - 1) | 45+3e Rochester · 75e Topey · 90+1e Daley | Arbitrage : John Pitti | Arbitrage : John Pitti |
| 4 novembre 2018 | Rapport   |         |                                           | Arbitrage : John Pitti | Arbitrage : John Pitti |

| Journée 2       | Saint-Martin | 0 - 4   | Mexique                                      | IMG Academy, Bradenton         |                                |
| 4 novembre 2018 |              | (0 - 3) | 5e 25e Sepúlveda · 20e Macías · 46e E. López | Arbitrage : Mario Escobar Toca | Arbitrage : Mario Escobar Toca |
| 4 novembre 2018 | Rapport      |         |                                              | Arbitrage : Mario Escobar Toca | Arbitrage : Mario Escobar Toca |

| Journée 3       | Grenade                                        | 5 - 2   | Saint-Martin            | IMG Academy, Bradenton          |                                 |
| 6 novembre 2018 | Charles 21e 27e · Stephen 30e 66e · Pierre 87e | (3 - 1) | 1re Freyer · 56e Pagesy | Arbitrage : Carly Shaw-MacLaren | Arbitrage : Carly Shaw-MacLaren |
| 6 novembre 2018 | Rapport                                        |         |                         | Arbitrage : Carly Shaw-MacLaren | Arbitrage : Carly Shaw-MacLaren |

| Journée 3       | Aruba        | 1 - 2   | Nicaragua                      | IMG Academy, Bradenton    |                           |
| 6 novembre 2018 | Maduro 90+2e | (0 - 0) | 74e (csc) Jacobs · 79e Caldera | Arbitrage : Edgar Ramirez | Arbitrage : Edgar Ramirez |
| 6 novembre 2018 | Rapport      |         |                                | Arbitrage : Edgar Ramirez | Arbitrage : Edgar Ramirez |

| Journée 3       | Mexique                             | 2 - 2   | Jamaïque                 | IMG Academy, Bradenton      |                             |
| 6 novembre 2018 | Brown 21e (csc) · Macías 66e (pen.) | (1 - 0) | 61e Jibbison · 71e Magee | Arbitrage : Hector Martínez | Arbitrage : Hector Martínez |
| 6 novembre 2018 | Rapport                             |         |                          | Arbitrage : Hector Martínez | Arbitrage : Hector Martínez |

| Journée 4       | Nicaragua                | 2 - 0   | Saint-Martin | IMG Academy, Bradenton          |                                 |
| 8 novembre 2018 | Acuña 48e · Palacios 75e | (0 - 0) |              | Arbitrage : Patrick Sénécharles | Arbitrage : Patrick Sénécharles |
| 8 novembre 2018 | Rapport                  |         |              | Arbitrage : Patrick Sénécharles | Arbitrage : Patrick Sénécharles |

| Journée 4       | Jamaïque                                                                           | 7 - 1   | Aruba     | IMG Academy, Bradenton     |                            |
| 8 novembre 2018 | Topey 50e · Rochester 52e (pen.) 64e 90+5e (pen.) · Daley 70e · McIntosh 84e 90+1e | (0 - 0) | 66e Croes | Arbitrage : Oliver Vergara | Arbitrage : Oliver Vergara |
| 8 novembre 2018 | Rapport                                                                            |         |           | Arbitrage : Oliver Vergara | Arbitrage : Oliver Vergara |

| Journée 4       | Grenade | 0 - 8   | Mexique                                                                                     | IMG Academy, Bradenton          |                                 |
| 8 novembre 2018 |         | (0 - 3) | 3e Orona · 31e 71e Macías · 38e 52e E. López · 57e A. Gutiérrez · 73e Hernández · 89e López | Arbitrage : José Kellys Marquez | Arbitrage : José Kellys Marquez |
| 8 novembre 2018 | Rapport |         |                                                                                             | Arbitrage : José Kellys Marquez | Arbitrage : José Kellys Marquez |

| Journée 5        | Nicaragua | 0 - 2   | Grenade                    | IMG Academy, Bradenton      |                             |
| 10 novembre 2018 |           | (0 - 1) | 34e Charles · 71e Braveboy | Arbitrage : Danielle Chesky | Arbitrage : Danielle Chesky |
| 10 novembre 2018 | Rapport   |         |                            | Arbitrage : Danielle Chesky | Arbitrage : Danielle Chesky |

| Journée 5        | Saint-Martin | 0 - 11  | Jamaïque                                                                                        | IMG Academy, Bradenton     |                            |
| 10 novembre 2018 |              | (0 - 7) | 7e Topey · 16e 27e Jibbison · 17e 83e Magee · 20e 29e 39e 53e Daley · 72e McIntosh · 88e Howell | Arbitrage : Keylor Herrera | Arbitrage : Keylor Herrera |
| 10 novembre 2018 | Rapport      |         |                                                                                                 | Arbitrage : Keylor Herrera | Arbitrage : Keylor Herrera |

| Journée 5        | Mexique                                                                                                   | 10 - 0  | Aruba | IMG Academy, Bradenton      |                             |
| 10 novembre 2018 | Macías 11e 14e 42e 45e · López 21e 27e · 50e Domínguez · 64e Hernández 64e · A. Gutiérrez 71e · Orona 75e | (6 - 0) |       | Arbitrage : Gladwyn Johnson | Arbitrage : Gladwyn Johnson |
| 10 novembre 2018 | Rapport                                                                                                   |         |       | Arbitrage : Gladwyn Johnson | Arbitrage : Gladwyn Johnson |

#### Groupe C
|   | Équipe                 | Pts | J | G | N | P | Bp | Bc | Diff |
| - | ---------------------- | --- | - | - | - | - | -- | -- | ---- |
| 1 | Honduras               | 15  | 5 | 5 | 0 | 0 | 30 | 5  | +25  |
| 2 | Cuba                   | 12  | 5 | 4 | 0 | 1 | 19 | 5  | +14  |
| 3 | République dominicaine | 9   | 5 | 3 | 0 | 2 | 23 | 10 | +13  |
| 4 | Antigua-et-Barbuda     | 6   | 5 | 2 | 0 | 3 | 10 | 11 | -1   |
| 5 | Belize                 | 3   | 5 | 1 | 0 | 4 | 5  | 19 | -14  |
| 6 | Sint Maarten           | 0   | 5 | 0 | 0 | 5 | 4  | 41 | -37  |

| Journée 1         | Cuba                                                                       | 6 - 1   | Belize                | IMG Academy, Bradenton    |                           |
| 1er novembre 2018 | Rodríguez 31e 90+3e · Oviendo 33e · Ibarra 42e · G. Pérez 67e · Romero 84e | (3 - 1) | 45+1e (pen.) Castillo | Arbitrage : Oshane Nation | Arbitrage : Oshane Nation |
| 1er novembre 2018 | Rapport                                                                    |         |                       | Arbitrage : Oshane Nation | Arbitrage : Oshane Nation |

| Journée 1         | Antigua-et-Barbuda                                           | 6 - 1   | Sint Maarten | IMG Academy, Bradenton   |                          |
| 1er novembre 2018 | Bramble 12e · Hakeem 14e 30e 40e · Benjamin 70e · Greene 87e | (4 - 1) | 17e Drijvers | Arbitrage : Kimbell Ward | Arbitrage : Kimbell Ward |
| 1er novembre 2018 | Rapport                                                      |         |              | Arbitrage : Kimbell Ward | Arbitrage : Kimbell Ward |

| Journée 1         | Honduras                                                                           | 7 - 1   | République dominicaine | IMG Academy, Bradenton           |                                  |
| 1er novembre 2018 | Villafrance 8e · Romero 15e 74e · López 62e (pen.) 67e · Palma 80e · Guevara 90+3e | (2 - 1) | 14e Vásquez            | Arbitrage : Iván Barton Cisneros | Arbitrage : Iván Barton Cisneros |
| 1er novembre 2018 | Rapport                                                                            |         |                        | Arbitrage : Iván Barton Cisneros | Arbitrage : Iván Barton Cisneros |

| Journée 2       | République dominicaine | 1 - 2   | Cuba                           | IMG Academy, Bradenton      |                             |
| 3 novembre 2018 | Lavergne 79e           | (0 - 1) | 8e Ibarra · 60e (pen.) Oviendo | Arbitrage : Gladwyn Johnson | Arbitrage : Gladwyn Johnson |
| 3 novembre 2018 | Rapport                |         |                                | Arbitrage : Gladwyn Johnson | Arbitrage : Gladwyn Johnson |

| Journée 2       | Belize  | 0 - 1   | Antigua-et-Barbuda | IMG Academy, Bradenton          |                                 |
| 3 novembre 2018 |         | (0 - 0) | 80e Greene         | Arbitrage : Pierre-Luc Lauzière | Arbitrage : Pierre-Luc Lauzière |
| 3 novembre 2018 | Rapport |         |                    | Arbitrage : Pierre-Luc Lauzière | Arbitrage : Pierre-Luc Lauzière |

| Journée 2       | Sint Maarten | 0 - 12  | Honduras | IMG Academy, Bradenton          |                                 |
| 3 novembre 2018 |              | (0 - 6) | 6e 42e Palma · 18e 74e Mejía · 22e 41e 62e Cálix · 30e Guevara · 35e Villafranca · 71e Rivas · 81e Chávez · 86e Santos | Arbitrage : Edgar Rangel Araujo | Arbitrage : Edgar Rangel Araujo |
| 3 novembre 2018 | Rapport      |         | | Arbitrage : Edgar Rangel Araujo | Arbitrage : Edgar Rangel Araujo |

| Journée 3       | Belize                                   | 4 - 2   | Sint Maarten            | IMG Academy, Bradenton  |                         |
| 5 novembre 2018 | C. Gonzalez 3e 45e · Chi 38e · Cacho 49e | (2 - 0) | 78e Zion · 84e Drijvers | Arbitrage : José Torres | Arbitrage : José Torres |
| 5 novembre 2018 | Rapport                                  |         |                         | Arbitrage : José Torres | Arbitrage : José Torres |

| Journée 3       | Antigua-et-Barbuda | 0 - 3   | République dominicaine       | IMG Academy, Bradenton     |                            |
| 5 novembre 2018 |                    | (0 - 1) | 45e 55e Lavergne · 86e López | Arbitrage : Oliver Vergara | Arbitrage : Oliver Vergara |
| 5 novembre 2018 | Rapport            |         |                              | Arbitrage : Oliver Vergara | Arbitrage : Oliver Vergara |

| Journée 3       | Honduras                            | 3 - 1   | Cuba        | IMG Academy, Bradenton     |                            |
| 5 novembre 2018 | Cálix 31e · Mejía 84e · Palma 90+3e | (1 - 1) | 28e Oviendo | Arbitrage : Ismael Cornejo | Arbitrage : Ismael Cornejo |
| 5 novembre 2018 | Rapport                             |         |             | Arbitrage : Ismael Cornejo | Arbitrage : Ismael Cornejo |

| Journée 4       | République dominicaine                                                                    | 12 - 1  | Sint Maarten | IMG Academy, Bradenton       |                              |
| 7 novembre 2018 | Japa 2e 31e 40e 43e 45e · Juanca 5e 36e · Vásquez 33e 66e 85e · Paredes 80e · Ángeles 86e | (8 - 0) |              | Arbitrage : Daneon Parchment | Arbitrage : Daneon Parchment |
| 7 novembre 2018 | Rapport                                                                                   |         |              | Arbitrage : Daneon Parchment | Arbitrage : Daneon Parchment |

| Journée 4       | Belize  | 0 - 4   | Honduras                      | IMG Academy, Bradenton |                        |
| 7 novembre 2018 |         | (0 - 0) | 72e 79e 90e 90+3e Villafranca | Arbitrage : Reon Radix | Arbitrage : Reon Radix |
| 7 novembre 2018 | Rapport |         |                               | Arbitrage : Reon Radix | Arbitrage : Reon Radix |

| Journée 4       | Cuba                          | 3 - 0   | Antigua-et-Barbuda | IMG Academy, Bradenton               |                                      |
| 7 novembre 2018 | G. Pérez 23e 77e · Flores 38e | (2 - 0) |                    | Arbitrage : Adonal Escobedo Gonzalez | Arbitrage : Adonal Escobedo Gonzalez |
| 7 novembre 2018 | Rapport                       |         |                    | Arbitrage : Adonal Escobedo Gonzalez | Arbitrage : Adonal Escobedo Gonzalez |

| Journée 5       | République dominicaine                                                | 6 - 0   | Belize | IMG Academy, Bradenton               |                                      |
| 9 novembre 2018 | Ángeles 9e 43e · Japa 20e · Vásquez 57e · Lavergne 72e · Juanca 90+1e | (3 - 0) |        | Arbitrage : Guillermo Pacheco Larios | Arbitrage : Guillermo Pacheco Larios |
| 9 novembre 2018 | Rapport                                                               |         |        | Arbitrage : Guillermo Pacheco Larios | Arbitrage : Guillermo Pacheco Larios |

| Journée 5       | Sint Maarten | 0 - 7   | Cuba                                                                                        | IMG Academy, Bradenton              |                                     |
| 9 novembre 2018 |              | (0 - 2) | 36e 72e G. Pérez · 45+1e Rodríguez · 50e Flores · 76e J. Pérez · 79e Nodarse · 88e O. Pérez | Arbitrage : Bryan López Castellanos | Arbitrage : Bryan López Castellanos |
| 9 novembre 2018 | Rapport      |         |                                                                                             | Arbitrage : Bryan López Castellanos | Arbitrage : Bryan López Castellanos |

| Journée 5       | Honduras                                          | 4 - 3   | Antigua-et-Barbuda                  | IMG Academy, Bradenton               |                                      |
| 9 novembre 2018 | Palma 21e · Mejía 67e · Álvarez 71e · Guevara 89e | (1 - 3) | 5e Hakeem · 16e Isaac · 42e Bramble | Arbitrage : Fernando Hernández Gómez | Arbitrage : Fernando Hernández Gómez |
| 9 novembre 2018 | Rapport                                           |         |                                     | Arbitrage : Fernando Hernández Gómez | Arbitrage : Fernando Hernández Gómez |

#### Groupe D
|   | Équipe                     | Pts | J | G | N | P | Bp | Bc | Diff |
| - | -------------------------- | --- | - | - | - | - | -- | -- | ---- |
| 1 | Panama                     | 15  | 5 | 5 | 0 | 0 | 17 | 3  | +14  |
| 2 | Canada                     | 9   | 5 | 3 | 0 | 2 | 10 | 6  | +4   |
| 3 | Guadeloupe                 | 9   | 5 | 3 | 0 | 2 | 9  | 8  | +1   |
| 4 | Dominique                  | 6   | 5 | 2 | 0 | 3 | 5  | 14 | -9   |
| 5 | Saint-Christophe-et-Niévès | 3   | 5 | 1 | 0 | 4 | 7  | 10 | -3   |
| 6 | Martinique                 | 0   | 5 | 1 | 0 | 4 | 4  | 11 | -7   |

| Journée 1       | Saint-Christophe-et-Niévès | 0 - 1   | Martinique  | IMG Academy, Bradenton              |                                     |
| 2 novembre 2018 |                            | (0 - 0) | 87e Henriol | Arbitrage : Bryan López Castellanos | Arbitrage : Bryan López Castellanos |
| 2 novembre 2018 | Rapport                    |         |             | Arbitrage : Bryan López Castellanos | Arbitrage : Bryan López Castellanos |

| Journée 1       | Panama                                      | 4 - 0   | Guadeloupe | IMG Academy, Bradenton    |                           |
| 2 novembre 2018 | S. Díaz 38e 88e · M. Díaz 55e · Orelien 90e | (1 - 0) |            | Arbitrage : Ismail Elfath | Arbitrage : Ismail Elfath |
| 2 novembre 2018 | Rapport                                     |         |            | Arbitrage : Ismail Elfath | Arbitrage : Ismail Elfath |

| Journée 1       | Canada                                    | 4 - 0   | Dominique | IMG Academy, Bradenton          |                                 |
| 2 novembre 2018 | Okello 24e 32e · Hernández 81e · Bair 83e | (2 - 0) |           | Arbitrage : Juan Calderón Pérez | Arbitrage : Juan Calderón Pérez |
| 2 novembre 2018 | Rapport                                   |         |           | Arbitrage : Juan Calderón Pérez | Arbitrage : Juan Calderón Pérez |

| Journée 2       | Guadeloupe    | 1 - 2   | Canada                  | IMG Academy, Bradenton     |                            |
| 4 novembre 2018 | Archimède 46e | (0 - 1) | 7e Choinière · 79e Reid | Arbitrage : Benbito Celima | Arbitrage : Benbito Celima |
| 4 novembre 2018 | Rapport       |         |                         | Arbitrage : Benbito Celima | Arbitrage : Benbito Celima |

| Journée 2       | Dominique                     | 3 - 2   | Saint-Christophe-et-Niévès | IMG Academy, Bradenton      |                             |
| 4 novembre 2018 | Parillon 3e 66e · Cuffy 45+4e | (2 - 1) | 28e Shade · 57e Nicholls   | Arbitrage : Danielle Chesky | Arbitrage : Danielle Chesky |
| 4 novembre 2018 | Rapport                       |         |                            | Arbitrage : Danielle Chesky | Arbitrage : Danielle Chesky |

| Journée 2       | Martinique  | 1 - 5   | Panama                                                            | IMG Academy, Bradenton          |                                 |
| 4 novembre 2018 | Henriol 89e | (0 - 3) | 1re (csc) Michalet · 32e 37e Orelien · 74e Valanta · 90+4e Kirton | Arbitrage : Patrick Senecharles | Arbitrage : Patrick Senecharles |
| 4 novembre 2018 | Rapport     |         |                                                                   | Arbitrage : Patrick Senecharles | Arbitrage : Patrick Senecharles |

| Journée 3       | Dominique        | 2 - 1   | Martinique  | IMG Academy, Bradenton        |                               |
| 6 novembre 2018 | Parillon 50e 68e | (0 - 1) | 23e Raphaël | Arbitrage : Randy Encarnación | Arbitrage : Randy Encarnación |
| 6 novembre 2018 | Rapport          |         |             | Arbitrage : Randy Encarnación | Arbitrage : Randy Encarnación |

| Journée 3       | Saint-Christophe-et-Niévès | 2 - 3   | Guadeloupe                      | IMG Academy, Bradenton   |                          |
| 6 novembre 2018 | Shade 5e · Simmonds 81e    | (1 - 2) | 36e Bapaume · 38e 85e Archimède | Arbitrage : Malik Badawi | Arbitrage : Malik Badawi |
| 6 novembre 2018 | Rapport                    |         |                                 | Arbitrage : Malik Badawi | Arbitrage : Malik Badawi |

| Journée 3       | Panama            | 2 - 1   | Canada     | IMG Academy, Bradenton     |                            |
| 6 novembre 2018 | S. Diáz 45+2e 59e | (1 - 0) | 55e Okello | Arbitrage : Henry Bejarano | Arbitrage : Henry Bejarano |
| 6 novembre 2018 | Rapport           |         |            | Arbitrage : Henry Bejarano | Arbitrage : Henry Bejarano |

| Journée 4       | Guadeloupe                         | 2 - 0   | Martinique | IMG Academy, Bradenton          |                                 |
| 8 novembre 2018 | Archimède 6e · Virginie-Jovial 81e | (1 - 0) |            | Arbitrage : Edgar Rangel Araujo | Arbitrage : Edgar Rangel Araujo |
| 8 novembre 2018 | Rapport                            |         |            | Arbitrage : Edgar Rangel Araujo | Arbitrage : Edgar Rangel Araujo |

| Journée 4       | Canada       | 1 - 2   | Saint-Christophe-et-Niévès | IMG Academy, Bradenton         |                                |
| 8 novembre 2018 | Perruzza 72e | (0 - 2) | 23e Martin · 38e Shade     | Arbitrage : Mario Escobar Toca | Arbitrage : Mario Escobar Toca |
| 8 novembre 2018 | Rapport      |         |                            | Arbitrage : Mario Escobar Toca | Arbitrage : Mario Escobar Toca |

| Journée 4       | Dominique | 0 - 4   | Panama                                           | IMG Academy, Bradenton       |                              |
| 8 novembre 2018 |           | (0 - 1) | 18e (pen.) 75e Valanta · 60e McKenzie · 64e West | Arbitrage : Melvin Matamoros | Arbitrage : Melvin Matamoros |
| 8 novembre 2018 | Rapport   |         |                                                  | Arbitrage : Melvin Matamoros | Arbitrage : Melvin Matamoros |

| Journée 5        | Guadeloupe                         | 3 - 0   | Dominique | IMG Academy, Bradenton    |                           |
| 10 novembre 2018 | Laug 2e · Archimède 14e 72e (pen.) | (2 - 0) |           | Arbitrage : Nikolai Nyron | Arbitrage : Nikolai Nyron |
| 10 novembre 2018 | Rapport                            |         |           | Arbitrage : Nikolai Nyron | Arbitrage : Nikolai Nyron |

| Journée 5        | Martinique         | 1 - 2   | Canada                 | IMG Academy, Bradenton   |                          |
| 10 novembre 2018 | Raphaël 69e (pen.) | (0 - 2) | 8e Yeates · 15e Bayiha | Arbitrage : Malik Badawi | Arbitrage : Malik Badawi |
| 10 novembre 2018 | Rapport            |         |                        | Arbitrage : Malik Badawi | Arbitrage : Malik Badawi |

| Journée 5        | Panama                     | 2 - 1   | Saint-Christophe-et-Niévès | IMG Academy, Bradenton          |                                 |
| 10 novembre 2018 | Valanta 82e · McKenzie 84e | (0 - 1) | 31e Martin                 | Arbitrage : Juan Calderón Pérez | Arbitrage : Juan Calderón Pérez |
| 10 novembre 2018 | Rapport                    |         |                            | Arbitrage : Juan Calderón Pérez | Arbitrage : Juan Calderón Pérez |

#### Groupe E
|   | Équipe       | Pts | J | G | N | P | Bp | Bc | Diff |
| - | ------------ | --- | - | - | - | - | -- | -- | ---- |
| 1 | Costa Rica   | 12  | 4 | 4 | 0 | 0 | 14 | 0  | +14  |
| 2 | Haïti        | 9   | 4 | 3 | 0 | 1 | 9  | 1  | +8   |
| 3 | Sainte-Lucie | 6   | 4 | 2 | 0 | 2 | 3  | 8  | -5   |
| 4 | Barbade      | 1   | 4 | 0 | 1 | 3 | 1  | 8  | -7   |
| 5 | Bermudes     | 1   | 4 | 0 | 1 | 3 | 0  | 10 | -10  |

| Journée 1         | Haïti         | 1 - 0   | Sainte-Lucie | IMG Academy, Bradenton     |                            |
| 1er novembre 2018 | M. Pierre 26e | (1 - 0) |              | Arbitrage : Ismael Cornejo | Arbitrage : Ismael Cornejo |
| 1er novembre 2018 | Rapport       |         |              | Arbitrage : Ismael Cornejo | Arbitrage : Ismael Cornejo |

| Journée 1         | Costa Rica                                                | 5 - 0   | Bermudes | IMG Academy, Bradenton       |                              |
| 1er novembre 2018 | Araya 19e 39e · Cortés 48e · Gómez 71e · Montenegro 90+1e | (2 - 0) |          | Arbitrage : Marco Ortiz Nava | Arbitrage : Marco Ortiz Nava |
| 1er novembre 2018 | Rapport                                                   |         |          | Arbitrage : Marco Ortiz Nava | Arbitrage : Marco Ortiz Nava |

| Journée 2       | Bermudes | 0 - 4   | Haïti                                                   | IMG Academy, Bradenton       |                              |
| 3 novembre 2018 |          | (0 - 2) | 12e 43e Élysée · 60e (pen.) Bissainthe · 90+1e Borgelin | Arbitrage : Melvin Matamoros | Arbitrage : Melvin Matamoros |
| 3 novembre 2018 | Rapport  |         |                                                         | Arbitrage : Melvin Matamoros | Arbitrage : Melvin Matamoros |

| Journée 2       | Barbade | 0 - 2   | Costa Rica                   | IMG Academy, Bradenton     |                            |
| 3 novembre 2018 |         | (0 - 0) | 47e Mesén · 82e (pen.) Araya | Arbitrage : Rubiel Vázquez | Arbitrage : Rubiel Vázquez |
| 3 novembre 2018 | Rapport |         |                              | Arbitrage : Rubiel Vázquez | Arbitrage : Rubiel Vázquez |

| Journée 3       | Sainte-Lucie                  | 2 - 1   | Barbade     | IMG Academy, Bradenton    |                           |
| 5 novembre 2018 | Philip 14e · Ribot 51e (pen.) | (1 - 0) | 47e Francis | Arbitrage : Nikolai Nyron | Arbitrage : Nikolai Nyron |
| 5 novembre 2018 | Rapport                       |         |             | Arbitrage : Nikolai Nyron | Arbitrage : Nikolai Nyron |

| Journée 3       | Costa Rica | 1 - 0   | Haïti | IMG Academy, Bradenton           |                                  |
| 5 novembre 2018 | Reyes 31e  | (1 - 0) |       | Arbitrage : Iván Barton Cisneros | Arbitrage : Iván Barton Cisneros |
| 5 novembre 2018 | Rapport    |         |       | Arbitrage : Iván Barton Cisneros | Arbitrage : Iván Barton Cisneros |

| Journée 4       | Sainte-Lucie | 1 - 0   | Bermudes | IMG Academy, Bradenton     |                            |
| 7 novembre 2018 | Richard 59e  | (0 - 0) |          | Arbitrage : Rubiel Vázquez | Arbitrage : Rubiel Vázquez |
| 7 novembre 2018 | Rapport      |         |          | Arbitrage : Rubiel Vázquez | Arbitrage : Rubiel Vázquez |

| Journée 4       | Haïti                                                   | 4 - 0   | Barbade | IMG Academy, Bradenton               |                                      |
| 7 novembre 2018 | Bissainthe 39e (pen.) 45+1e · D. Pierre 45e · Damus 90e | (3 - 0) |         | Arbitrage : Fernando Hernández Gómez | Arbitrage : Fernando Hernández Gómez |
| 7 novembre 2018 | Rapport                                                 |         |         | Arbitrage : Fernando Hernández Gómez | Arbitrage : Fernando Hernández Gómez |

| Journée 5       | Barbade | 0 - 0   | Bermudes | IMG Academy, Bradenton             |                                    |
| 9 novembre 2018 |         | (0 - 0) |          | Arbitrage : Selvin Brown Chavarria | Arbitrage : Selvin Brown Chavarria |
| 9 novembre 2018 | Rapport |         |          | Arbitrage : Selvin Brown Chavarria | Arbitrage : Selvin Brown Chavarria |

| Journée 5       | Sainte-Lucie | 0 - 6   | Costa Rica                                                               | IMG Academy, Bradenton      |                             |
| 9 novembre 2018 |              | (0 - 1) | 45+1e Gamboa · 64e Parkins · 77e Abarca · 85e 89e Villegas · 90e Navarro | Arbitrage : Hector Martínez | Arbitrage : Hector Martínez |
| 9 novembre 2018 | Rapport      |         |                                                                          | Arbitrage : Hector Martínez | Arbitrage : Hector Martínez |

#### Groupe F
|   | Équipe       | Pts | J | G | N | P | Bp | Bc | Diff |
| - | ------------ | --- | - | - | - | - | -- | -- | ---- |
| 1 | Salvador     | 9   | 4 | 3 | 0 | 1 | 7  | 5  | +2   |
| 2 | Guatemala    | 7   | 4 | 2 | 1 | 1 | 10 | 5  | +5   |
| 3 | Curaçao      | 6   | 4 | 2 | 0 | 2 | 10 | 10 | 0    |
| 4 | Îles Caïmans | 4   | 4 | 1 | 1 | 2 | 8  | 11 | -3   |
| 5 | Guyana       | 3   | 4 | 1 | 0 | 3 | 7  | 11 | -4   |

| Journée 1       | Guatemala                                               | 4 - 0   | Guyana | IMG Academy, Bradenton               |                                      |
| 2 novembre 2018 | Barrientos 45e · Ardon 53e · Cifuentes 64e · Santis 72e | (1 - 0) |        | Arbitrage : Fernando Hernández Gómez | Arbitrage : Fernando Hernández Gómez |
| 2 novembre 2018 | Rapport                                                 |         |        | Arbitrage : Fernando Hernández Gómez | Arbitrage : Fernando Hernández Gómez |

| Journée 1       | Salvador                  | 2 - 1   | Curaçao     | IMG Academy, Bradenton |                        |
| 2 novembre 2018 | Sánchez 61e · Rosales 89e | (0 - 0) | 79e Vrutaal | Arbitrage : Reon Radix | Arbitrage : Reon Radix |
| 2 novembre 2018 | Rapport                   |         |             | Arbitrage : Reon Radix | Arbitrage : Reon Radix |

| Journée 2       | Curaçao              | 1 - 3   | Guatemala                           | IMG Academy, Bradenton               |                                      |
| 4 novembre 2018 | Alvarado 90+3e (csc) | (0 - 2) | 6e Alvarado · 13e Rivas · 57e Mejía | Arbitrage : Guillermo Pacheco Larios | Arbitrage : Guillermo Pacheco Larios |
| 4 novembre 2018 | Rapport              |         |                                     | Arbitrage : Guillermo Pacheco Larios | Arbitrage : Guillermo Pacheco Larios |

| Journée 2       | Îles Caïmans | 1 - 3   | Salvador                                    | IMG Academy, Bradenton       |                              |
| 4 novembre 2018 | Foster 56e   | (0 - 2) | 39e (pen.) Portillo · 41e Cruz · 51e Clavel | Arbitrage : Okeito Nicholson | Arbitrage : Okeito Nicholson |
| 4 novembre 2018 | Rapport      |         |                                             | Arbitrage : Okeito Nicholson | Arbitrage : Okeito Nicholson |

| Journée 3       | Guyana                  | 2 - 3   | Îles Caïmans                                   | IMG Academy, Bradenton  |                         |
| 6 novembre 2018 | Benjamin 5e · Macey 60e | (1 - 1) | 45e (pen.) Holness · 58e Foster · 67e Campbell | Arbitrage : Filip Dujic | Arbitrage : Filip Dujic |
| 6 novembre 2018 | Rapport                 |         |                                                | Arbitrage : Filip Dujic | Arbitrage : Filip Dujic |

| Journée 3       | Salvador          | 2 - 1   | Guatemala      | IMG Academy, Bradenton    |                           |
| 6 novembre 2018 | Henríquez 33e 59e | (1 - 1) | 13e Barrientos | Arbitrage : Ismail Elfath | Arbitrage : Ismail Elfath |
| 6 novembre 2018 | Rapport           |         |                | Arbitrage : Ismail Elfath | Arbitrage : Ismail Elfath |

| Journée 4       | Guyana                        | 3 - 4   | Curaçao                                                      | IMG Academy, Bradenton       |                              |
| 8 novembre 2018 | Benjamin 7e · Britton 45e 58e | (2 - 3) | 10e Fermina · 27e Valpoort · 33e (csc) Jackman · 56e Vicario | Arbitrage : Marco Ortiz Nava | Arbitrage : Marco Ortiz Nava |
| 8 novembre 2018 | Rapport                       |         |                                                              | Arbitrage : Marco Ortiz Nava | Arbitrage : Marco Ortiz Nava |

| Journée 4       | Guatemala                          | 2 - 2   | Îles Caïmans              | IMG Academy, Bradenton |                        |
| 8 novembre 2018 | Barrientos 14e (pen.) · Santis 33e | (2 - 1) | 16e Parchmont · 54e Duval | Arbitrage : John Pitti | Arbitrage : John Pitti |
| 8 novembre 2018 | Rapport                            |         |                           | Arbitrage : John Pitti | Arbitrage : John Pitti |

| Journée 5        | Îles Caïmans                    | 2 - 4   | Curaçao                                      | IMG Academy, Bradenton  |                         |
| 10 novembre 2018 | Foster 26e · Clarke-Ramirez 34e | (2 - 2) | 12e 36e Vandepitte · 73e Vicario · 79e Rojer | Arbitrage : Damien Rosa | Arbitrage : Damien Rosa |
| 10 novembre 2018 | Rapport                         |         |                                              | Arbitrage : Damien Rosa | Arbitrage : Damien Rosa |

| Journée 5        | Guyana                     | 2 - 0   | Salvador | IMG Academy, Bradenton     |                            |
| 10 novembre 2018 | Benjamin 45e · Garrett 63e | (1 - 0) |          | Arbitrage : Benbito Celima | Arbitrage : Benbito Celima |
| 10 novembre 2018 | Rapport                    |         |          | Arbitrage : Benbito Celima | Arbitrage : Benbito Celima |

### Phase de qualification
Les deux meilleures équipes de chaque groupe se qualifient pour la Coupe du monde 2019 tandis que les premiers de groupe s'affrontent en finale pour le titre.

#### Groupe G
|   | Équipe     | Pts | J | G | N | P | Bp | Bc | Diff |
| - | ---------- | --- | - | - | - | - | -- | -- | ---- |
| 1 | États-Unis | 6   | 2 | 2 | 0 | 0 | 5  | 0  | +5   |
| 2 | Honduras   | 1   | 2 | 0 | 1 | 1 | 1  | 2  | -1   |
| 3 | Costa Rica | 1   | 2 | 0 | 1 | 1 | 1  | 5  | -4   |

| Journée 1        | Honduras        | 1 - 1   | Costa Rica | IMG Academy, Bradenton     |                            |
| 13 novembre 2018 | Villafrance 20e | (1 - 0) | 47e Gómez  | Arbitrage : Ismael Cornejo | Arbitrage : Ismael Cornejo |
| 13 novembre 2018 | Rapport         |         |            | Arbitrage : Ismael Cornejo | Arbitrage : Ismael Cornejo |

| Journée 2        | États-Unis                                     | 4 - 0   | Costa Rica | IMG Academy, Bradenton                        |                                               |
| 16 novembre 2018 | Méndez · Llanez 19e · Torres 49e · Akinola 76e | (2 - 0) |            | Spectateurs : 1 450 Arbitrage : Oshane Nation | Spectateurs : 1 450 Arbitrage : Oshane Nation |
| 16 novembre 2018 | Rapport                                        |         |            | Spectateurs : 1 450 Arbitrage : Oshane Nation | Spectateurs : 1 450 Arbitrage : Oshane Nation |

| Journée 3        | Honduras | 0 - 1   | États-Unis  | IMG Academy, Bradenton                                   |                                                          |
| 19 novembre 2018 |          | (0 - 0) | 51e Akinola | Spectateurs : 2 100 Arbitrage : Fernando Hernández Gómez | Spectateurs : 2 100 Arbitrage : Fernando Hernández Gómez |
| 19 novembre 2018 | Rapport  |         |             | Spectateurs : 2 100 Arbitrage : Fernando Hernández Gómez | Spectateurs : 2 100 Arbitrage : Fernando Hernández Gómez |

#### Groupe H
Au classement du fair-play, le Mexique est à -1 tandis que le Panama est à -2, les Mexicains ont donc le bris d'égalité en leur faveur.
|   | Équipe   | Pts | J | G | N | P | Bp | Bc | Diff |
| - | -------- | --- | - | - | - | - | -- | -- | ---- |
| 1 | Mexique  | 4   | 2 | 1 | 1 | 0 | 3  | 2  | +1   |
| 2 | Panama   | 4   | 2 | 1 | 1 | 0 | 3  | 2  | +1   |
| 3 | Salvador | 0   | 2 | 0 | 0 | 2 | 0  | 2  | -2   |

| Journée 1        | Panama       | 1 - 0   | Salvador | IMG Academy, Bradenton      |                             |
| 13 novembre 2018 | McKenzie 74e | (0 - 0) |          | Arbitrage : Hector Martínez | Arbitrage : Hector Martínez |
| 13 novembre 2018 | Rapport      |         |          | Arbitrage : Hector Martínez | Arbitrage : Hector Martínez |

| Journée 2        | Mexique   | 1 - 0   | Salvador | IMG Academy, Bradenton          |                                 |
| 16 novembre 2018 | López 11e | (1 - 0) |          | Arbitrage : Juan Calderón Pérez | Arbitrage : Juan Calderón Pérez |
| 16 novembre 2018 | Rapport   |         |          | Arbitrage : Juan Calderón Pérez | Arbitrage : Juan Calderón Pérez |

| Journée 3        | Panama           | 2 - 2   | Mexique                          | IMG Academy, Bradenton    |                           |
| 19 novembre 2018 | Walker 34e 45+1e | (2 - 0) | 53e (pen.) López · 61e Hernández | Arbitrage : Ismail Elfath | Arbitrage : Ismail Elfath |
| 19 novembre 2018 | Rapport          |         |                                  | Arbitrage : Ismail Elfath | Arbitrage : Ismail Elfath |

### Finale
| 21 novembre 2018 | États-Unis     | 2 - 0   | Mexique | IMG Academy, Bradenton           |                                  |
|                  | Méndez 17e 50e | (1 - 0) |         | Arbitrage : Iván Barton Cisneros | Arbitrage : Iván Barton Cisneros |
|                  | Rapport        |         |         | Arbitrage : Iván Barton Cisneros | Arbitrage : Iván Barton Cisneros |

| Vainqueur du Championnat de la CONCACAF des moins de 20 ans 2018 États-Unis 2e titre |